# 普拉昌达道路

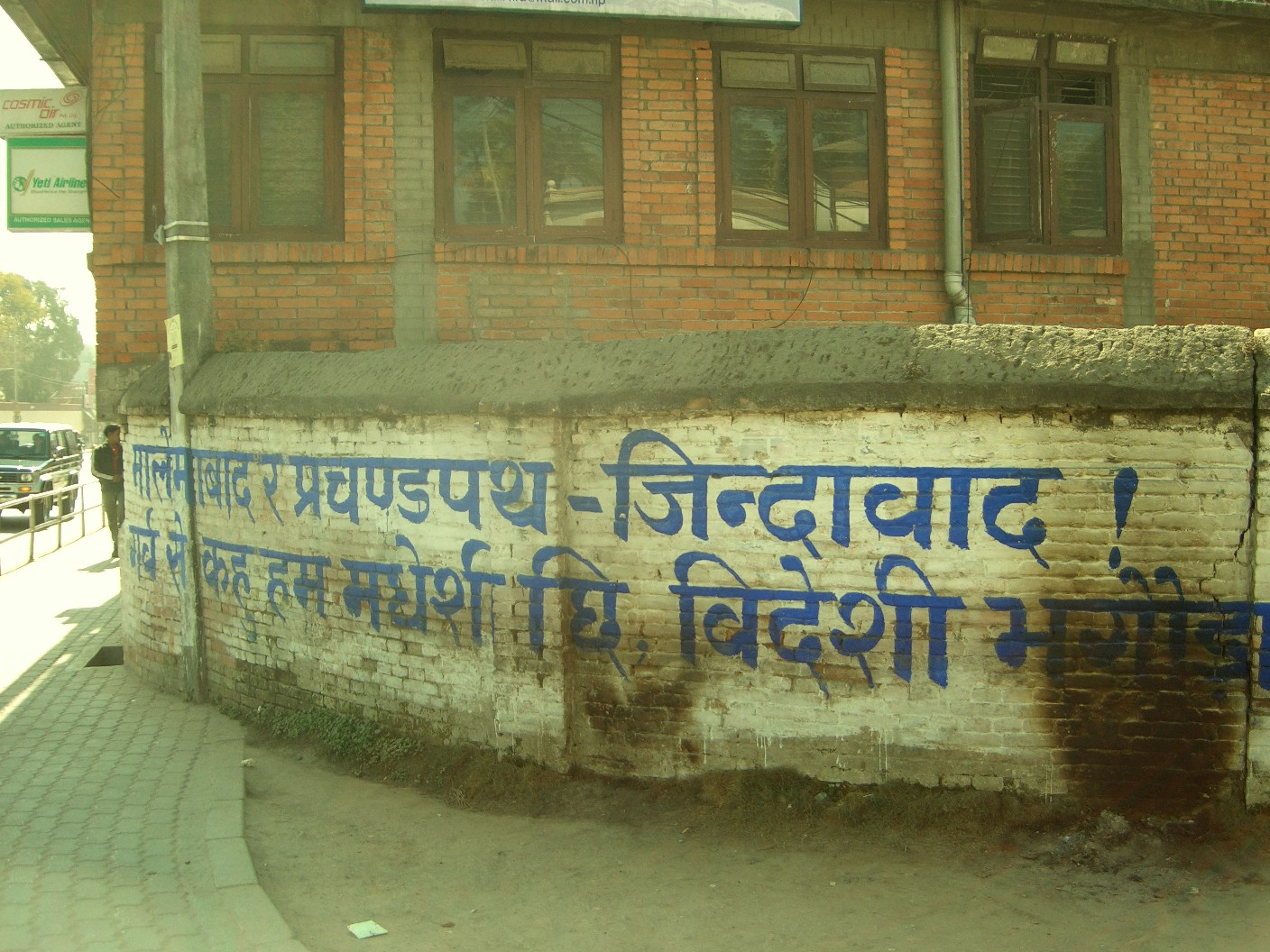
加德满都街头建筑围墙上的标语：“马克思列宁毛主义普拉昌达道路万岁！”

普拉昌达道路（羅馬化：Mālemāvād ra Prachaṇḍapath），全称马克思列宁毛主义普拉昌达道路，是尼泊尔共产党（毛主义中心）的意识形态路线。尼泊尔共产党（毛主义中心）宣称该理论是对马克思列宁毛主义的发展。该理论得名于尼泊尔共产党（毛主义中心）的领袖普拉昌达。
普拉昌达曾对记者解释说，“普拉昌达道路”这一共产主义理论包括武装斗争、和平群众运动、和平协商、区别对待外部势力的外交政策等四个方面。该路线成型于2001年，被认为并未超越马克思列宁主义和毛泽东思想，而只是共产主义普遍真理和尼泊尔的具体革命实践相结合的创造性产物。
普拉昌达道路的提出引发了南亚毛主义阵营的激烈争论，印度共产党（毛主义）发表公开信对其进行系统批判，最后定性普拉昌达道路“在本质上与赫鲁晓夫的和平过渡理论无异”。